# Eurovision Young Musicians 2024
Eurovision Young Musicians 2024 blev den 21. udgave af Eurovision Young Musicians, European Broadcasting Unions (EBU) toårige musikkonkurrence for organisationens medlemmer.
Konkurrencen fandt sted i Bodø i Norge i forbindelse med, at byen er Europæisk Kulturhovedstad i 2024. Konkurrencen er arrangeret og produceret af Norsk Radio (NRK) i samarbejde med EBU.

## Deltagere
| Land     | Udøver                     | Stykke | Instrument |
| -------- | -------------------------- | ------ | ---------- |
| Armenien | Hajk Hekekjan              |        | Obo        |
| Belgien  | Mahault Ska                |        | Piano      |
| Frankrig | Pierre-Emmanuel Hurpeau    |        | Piano      |
| Norge    | Sebastian Egebakken Svenøy |        | Piano      |
| Polen    | Jeremi Tabęcki             |        | Klarinet   |
| Serbien  | Bogdan Dugalić             |        | Piano      |
| Schweiz  | Valerian Alfaré            |        | Euphonium  |
| Sverige  | Hugo Svedberg              |        | Cello      |
| Tyskland | Fabian Johannes Egger      |        | Tværfløjte |
| Tjekkiet | Adam Znamirovský           |        | Piano      |
| Østrig   | Leonhard Baumgartner       |        | Violin     |